# Љутица Богдан
Љутица Богдан је српски феудални властелин, господар града Драме и епски јунак из 14. века .

## Живот
У време власти српског цара Стефана Душана, Богдан ја имао титулу војводе, а по распаду Душановог царства постао је господар области у долини реке Вардар. 
Помиње се у великом броју српских епских народних песама. Најпознатије су „Марко Краљевић и Љутица Богдан“, „Љутица Богдан и војвода Драгија“, баладите „Сестра Љутице Богдана“.  Ерлангенском рукопису. Његово име се не спомиње међу приморским ускоцима.